# Verletzung der Vertraulichkeit des Wortes
Die Verletzung der Vertraulichkeit des Wortes ist in Deutschland gemäß § 201 Absatz 1 und Absatz 2 StGB ein Vergehen, welches mit Freiheitsstrafe bis zu drei Jahren oder Geldstrafe bestraft wird. 
Begeht der Täter die Tat als Amtsträger (§ 11 Abs. 1 Nr. 2 StGB), z. B. Beamter oder Richter, erhöht sich die Höchststrafe gem. § 201 Abs. 3 StGB auf fünf Jahre.
Nur der Grundtatbestand des § 201 Abs. 1 und 2 StGB ist ein Antragsdelikt (§ 205 StGB), die Qualifikation gem. § 201 Abs. 3 StGB nicht.

## Tatbestand
§ 201 StGB gehört zu den Strafvorschriften, die den persönlichen Lebens- und Geheimbereich schützen. Damit wird auf grundrechtlicher Ebene das allgemeine Persönlichkeitsrecht geschützt, konkret das Recht auf die Wahrung der Unbefangenheit des gesprochenen Wortes.
Geschützt ist die Kommunikationssphäre bzw. die Unbefangenheit persönlicher Aussprüche. Tatbestandlich muss eine nichtöffentliche Äußerung vorliegen. Das wird folgendermaßen definiert: „Dies ist nur der Fall, wenn die Äußerung nicht für einen größeren, nach Zahl und Individualität unbestimmten oder nicht durch persönliche oder sachliche Beziehungen miteinander verbundenen Personenkreis bestimmt oder unmittelbar verstehbar ist.“ Tathandlungen sind das unbefugte Aufnehmen und Abhören, das Zugänglichmachen der Aufnahme sowie die öffentliche Inhaltsmitteilung.
Ein Eingriff in die durch § 201 StGB geschützten Rechte kann durch Notwehr (§ 32 StGB) bzw. Notstand (§ 34 StGB) gerechtfertigt sein. Einer Entscheidung des Landesarbeitsgerichts Berlin lag ein Fall zugrunde, in dem Kassiererinnen, die im Verdacht standen, Kassengelder zu unterschlagen, heimlich abgehört wurden. Das Landesarbeitsgericht führte in diesem Zusammenhang aus, dass der Arbeitgeber keine andere Möglichkeit gehabt habe, sich geeignete Beweismittel zu verschaffen, um die Mitarbeiterin zu überführen und sah den Eingriff deshalb als gerechtfertigt an.

## Amtliche Äußerungen
Umstritten ist die Behandlung amtlicher Äußerung, zum Beispiel von Polizisten. Wenn Polizisten gefilmt werden, dann stellt die visuelle Aufnahme keine Straftat dar. Da aber in der Regel auch der Ton aufgenommen wird, kann diese Aufnahme nach § 201 Absatz 1 StGB strafbar sein. Obergerichtliche Rechtsprechung dazu gibt es noch nicht. Das Landgericht Osnabrück hat in einem Beschluss vom 24. September 2021 grundsätzliche Erwägungen dazu getroffen: „Eine weniger enge, d. h. den Bereich der Strafbarkeit erweiternde Auslegung ist nicht angezeigt. Denn die Vorschrift dient der verfassungsrechtlich garantierten freien Entfaltung der Persönlichkeit durch Gewährleistung der Unbefangenheit der mündlichen Äußerung. Eines Schutzes der Unbefangenheit bedarf ein Amtsträger, dessen Handeln rechtlich gebunden ist und als solches der rechtlichen Überprüfung unterliegt, indes nicht.“ Danach kommt eine Strafbarkeit nach § 201 Absatz 1 StGB nicht in Betracht, wenn der Polizeieinsatz an einem frei zugänglichem Ort erfolgt. Dann bestehe eine „faktische Öffentlichkeit“. Anders sieht es dagegen das Landgericht München. Danach könne auch die Äußerung von Polizisten auf öffentlichem Verkehrsgrund eine nichtöffentliche Äußerung sein.

## Beispielsfall
A besucht B daheim. Bei einem Warmgetränk unterhalten sie sich. B nimmt dabei das Gespräch unbemerkt mit seinem Handy auf. C hat Zugriff auf dieses Handy, findet die Aufnahmedatei und stellt diese ins Internet.
B hat sich nach § 201 Absatz 1 Nr. 1 StGB strafbar gemacht, da er das private Gespräch ohne Einwilligung aufgenommen hat. C hat sich nach § 201 Absatz 1 Nr. 2 StGB strafbar gemacht, da er die Aufnahme Dritten zugänglich gemacht hat.

## Rechtsprechung
Leitsätze verschiedener Urteile

„Die Wiedergabe und Verwertung von Telefongesprächen, die von Dritten mitgeschnitten wurden, ist schlechthin unzulässig, soweit der Inhalt dem Kernbereich privater Lebensgestaltung, der sogenannten Intimsphäre, zugeordnet werden muss. Gesprächsteile, die nicht dem Kernbereich privater Sphäre angehören, können verwertet werden, wenn die Interessen der Allgemeinheit im Verhältnis zu den grundrechtlich geschützten Belangen der Gesprächspartner so überwiegen, dass eine Verwertung der Tonbandaufnahmen als zulässig anzusehen ist.“

„Sittenwidrig im Sinne des § 826 BGB handelt nicht nur, wer die haftungsbegründenden Umstände positiv kennt, sondern auch ein Mittäter, der sich einer solchen Kenntnis bewusst verschließt.“

„Das heimliche Mithörenlassen von Telefongesprächen zwischen Arbeitnehmer und Arbeitgeber ist im allgemeinen unzulässig. Es verletzt das Persönlichkeitsrecht des Gesprächspartners. Auf diese Weise erlangte Beweismittel dürfen nicht verwertet werden. Wer jemanden mithören lassen will, hat seinen Gesprächspartner vorher darüber zu informieren. Dieser ist nicht gehalten, sich seinerseits vorsorglich zu vergewissern, daß niemand mithört. Art. 6 I Europäische Menschenrechtskonvention gebietet nicht die Vernehmung des heimlich mithörenden Zeugen. Das gilt jedenfalls dann, wenn die Partei, die ihn hat mithören lassen, keinen gewichtigen Grund dafür hatte, dieses heimlich zu tun.“

Zeitschriftenfundstellen: BAGE 87, 31; NJW 1998, 1331; MDR 1998, 421; BB 1998, 431; DB 1998, 371; NZA 1998, 307

„a) Zu dem von Art. 2 Abs. 1 i.V. mit Art. 1 Abs. 1 GG - u. a. - geschützten Recht am gesprochenen Wort gehört auch die Befugnis, selbst zu bestimmen, ob der Kommunikationsinhalt einzig dem Gesprächspartner, einem bestimmten Personenkreis oder der Öffentlichkeit zugänglich sein soll. b) Der Schutz des Rechts am gesprochenen Wort hängt weder davon ab, ob es sich bei den ausgetauschten Informationen um personale Kommunikationsinhalte oder gar um besonders persönlichkeitssensible Daten handelt, noch kommt es auf die Vereinbarung einer besonderen Vertraulichkeit des Gesprächs an. c) Allein das Interesse, sich ein Beweismittel für zivilrechtliche Ansprüche zu sichern, reicht nicht aus, um die Verletzung des Persönlichkeitsrechts der anderen Prozeßpartei zu rechtfertigen. d) Stellt die Vernehmung eines Zeugen über ein von ihm belauschtes Telefonat einen Eingriff in das allgemeine Persönlichkeitsrecht eines Gesprächspartners dar, kommt eine Verwertung der Aussage als Beweismittel im zivilgerichtlichen Verfahren nicht in Betracht.“

## Geschichte
Vorgängervorschriften traten am 30. Dezember 1967 in Kraft. Anlass waren zunehmende Fälle heimlicher Tonaufnahmen infolge der Verbreitung kleiner Aufnahmegeräte (Kassettenrekorder). Die Höchststrafe lag damals bei sechs Monaten; in besonders schweren Fällen galt jedoch das allgemeine Höchstmaß der damaligen Gefängnisstrafe von fünf Jahren, ebenso bei Begehung durch Beamte. Zum 1. April 1970 wurde die Gefängnisstrafe durch die Große Strafrechtsreform durch Freiheitsstrafe von gleicher Dauer abgelöst.
Zum 1. Januar 1975 wurden die Vorschriften auf § 201 verschoben, der besonders schwere Fall gestrichen und die Höchststrafe auf drei Jahre festgelegt (für Amtsträger weiter fünf Jahre, vgl. oben).

## Schweiz und Österreich
In der Schweiz ist die Strafbarkeit ähnlich wie in Deutschland geregelt (§ 179bis Strafgesetzbuch (Schweiz) ff). In Österreich sind nur die Aufzeichnung bzw. Abhörung fremder Gespräche strafbar (§ 120 Strafgesetzbuch (Österreich)).